# Balacra ashantica
Balacra ashantica är en fjärilsart som beskrevs av Embrik Strand 1917. Balacra ashantica ingår i släktet Balacra och familjen björnspinnare. Inga underarter finns listade i Catalogue of Life.